# Anthranil
Anthranil (systematisch 2,1-Benzoxazol) ist eine chemische Verbindung aus der Gruppe der Heterocyclen, genauer der Azole. Der Trivialname leitet sich von der strukturverwandten Anthranilsäure ab. Systematisch betrachtet ist es eines der drei möglichen Benzoxazole; die anderen sind 1,2-Benzoxazol (Indoxazen) und 1,3-Benzoxazol.

## Gewinnung und Darstellung
Anthranil kann, wie von Paul Friedlaender und Robert Henriques 1882 gezeigt, aus 2-Nitrobenzaldehyd synthetisiert werden. Dazu wird das Edukt in der 3-fachen Menge Essigsäure gelöst, leicht erwärmt und Zinnpulver portionsweise hinzugegeben. Durch die Reaktionswärme kann die Reaktionslösung bei der richtigen Zinn-Zufuhrrate am Kochen erhalten werden. Zur Isolation des Produktes muss die Reaktionslösung mit Natriumcarbonat neutralisiert werden und eine Wasserdampfdestillation angefügt werden.

## Eigenschaften

### Physikalische Eigenschaften
- Flammpunkt im geschlossenen Tiegel: 94 °C[1]
- Verteilungskoeffizient n-Octanol/Wasser: 1,824[1]

### Chemische Eigenschaften
Anthranil ist an der Luft nicht stabil. Es färbt sich nach einiger Zeit braun und polymerisiert. Mit Quecksilber(II)-chlorid in wässriger Lösung bildet sich ein Niederschlag in Form von feinen Kristallnadeln. Mit Alkalien, Ammoniak, oder kochendem Wasser entsteht durch Addition von Wasser die Anthranilsäure. Durch Reduktion entsteht 2-Aminobenzaldehyd.